# 中林美和
中林 美和（なかばやし みわ、1979年3月5日 - ）は、日本のファッションモデル。東京都出身。
元夫はラッパーのZeebra。長女はkanon（本名・横井花音）、次女はガールズグループNiziUのメンバーのRIMA。

## 略歴
中林は16歳から、雑誌『CanCam』の専属モデルとして活動。1996年11月号でデビューし、2002年まで活動を続けた。
2002年、2人の息子を持つラッパーのZeebraと結婚。同年12月11日に長女（kanon）、2004年に次女を出産。
その後は雑誌『SAKURA』のママモデルとして約8年間表紙モデルを務め、『VERY』など多数のファッション雑誌のモデルとして活動している。
2019年6月、20年間所属したスペースクラフトを退社。フリーランスで活動する。
2020年11月2日、離婚を発表。娘達の親権は中林が持つ。

## 出演

### テレビ番組
- SPACE SHOWER MUSIC UPDATE（2008年4月 - 2009年3月、スペースシャワーTV） - 火曜日VJ担当
- 女神系GOLF（2008年10月 - 2009年3月、テレビ朝日）
- VS嵐
- 踊る!さんま御殿!!
- カスペ! 奥様は芸能人!SP
- DON!
- PON!
- 人生が変わる1分間の深イイ話
- いっぷく!
- 流星バケーション
- 暮らしのレシピ!
- ヒルナンデス!（日本テレビ）
- RE-SIGHT（2010年7月 - 9月、BS朝日）
- いいことi+（アイプラス）（2014年10月 - 、東海テレビ）

### 雑誌
- 小学館『CanCam』専属。表紙モデル。
- 小学館『SAKURA』創刊号から約8年間表紙モデル。
- 主婦の友社『S Cawaii!』連載。
- 主婦の友社『Pre-mo』表紙。
- セブン&アイ出版『saita』表紙モデル。
- 主婦の友社『GISELe』
- 主婦の友社『mama GISELe』
- 光文社『VERY』
- 扶桑社『Numéro TOKYO』

## 書籍
- 中林美和のハートフルデイズ（2010年4月20日、KKベストセラーズ）
- 美和ママごはん（2012年2月29日、セブン&アイ出版）
- 中林美和のファッションbook（2013年3月29日、小学館）
- mama HAWAII（2014年3月30日、KKベストセラーズ）
- おんぶにだっこでフライパン!（2015年3月29日、角川書店）